# Tempête dans une tasse de thé
Pour les articles homonymes, voir Tempête (homonymie).
Pour plus de détails, voir Fiche technique et Distribution.
Tempête dans une tasse de thé (Storm in a Teacup) est un film de procès britannique réalisé par Ian Dalrymple et Victor Saville, sorti en 1937. C'est l'adaptation cinématographique  d'un succès théâtral londonien, lui même adapté d'une pièce de théâtre allemande écrite par Bruno Frank, un écrivain émigré aux États-Unis après la montée des périls nazis et l'incendie du Reichstag. Sous des dehors de comédie sentimentale loufoque, le film véhicule une subtile mais réelle critique des dictatures populistes qui étaient un des grands sujets d'inquiétude à l'époque de sa sortie.

## Synopsis
Frank Burdon (incarné par le jeune Rex Harrison) est un journaliste londonien désargenté, qui vient de décrocher un poste de rédacteur dans un obscur journal (géré avec une économie, voire une avarice, proverbialement écossaise) d'une non moins obscure bourgade d'Écosse dont William Gow, le riche et influent provost (un maire aux pouvoirs étendus, à la mode écossaise), incarné par Cecil Parker est un ambitieux homme à poigne, qui porte haut les couleurs du Parti nationaliste écossais et aspire à une élection à la Chambre des communes, avec pour slogan phare : « l'Écosse aux Écossais ! ».
Sur le vapeur côtier qui dessert la bourgade, il a fait la connaissance de la ravissante Victoria Gow (la fille du provost, incarnée par Vivien Leigh) qui rentre au pays après de longues études à l'étranger, et a la désagréable surprise de trouver son père sous l'emprise d'une très allurée et très intrigante marâtre, Lisbet (Ursula Jeans).
Une idylle contrariée, ponctuée d'épisodes comiques, se noue entre les deux jeunes gens .
William Gow est une sorte d'autocrate local : l'interview par le journaliste se résume à une simple dictée sténographiée, les affaires du conseil municipal sont expédiées tambour battant, sans le moindre débat, et personne ne semble vraiment s'opposer au très autoritaire provost.
Le grain de sable qui va gripper la mécanique électorale bien huilée de Gow est Patsy, le chien d'Honoria Hegarty (Sara Allgood) une pauvre vendeuse ambulante de glaces et de boissons chaudes. Gow a imposé une taxe de cinq livres sterling sur les animaux de compagnie, bien trop élevée pour une travailleuse pauvre comme elle. Son chien a été emmené au commissariat et sera abattu si elle ne paie pas.
Désespérée, elle tente de plaider sa cause auprès de Gow qui vient de terminer une interview (totalement à sens unique) auprès de Frank Burdon, et la met dehors sans le moindre égard en présence  de Victoria, gênée et choquée .
Indigné et très donquichottesque, Frank publie le lendemain non seulement l'hagiographie que lui a dictée Gow mais aussi un récit factuel de l'incident, ce qui, bien évidemment, risque de lui coûter son job.
Lors d'une réunion électorale, l'assistance, qui a pris fait et cause pour la vieille Honoria, se lance dans un concert d'aboiements canins. Une foule bruyante vient perturber la réception privée de Gow (qui affronte cependant la populace au cours d'une très digne sortie par la grande porte alors que son entourage lui conseillait la sortie de service).
À ce point, la tempête dans une tasse de thé se déchaîne et l'escalade est engagée : Gow fait licencier Frank et le traîne en justice (devant une cour criminelle, pas moins) et fait saisir l'éventaire d'Honoria au milieu d'une véritable émeute, la presse de Londres s'en mêle, met l'affaire à la une et envoie un reporter renommé. Une très puissante (et très ridicule) ligue de défense des animaux lance une collecte de fonds à grand succès en faveur d'Honoria et procure à Frank un avocat aussi coûteux qu'inefficace.
De plus en plus outrée et furieuse, Victoria se range franchement aux côtés de Frank au point de se parjurer devant la cour en déclarant qu'elle vient de l'épouser, ce qui est faux, ou tout au moins nettement prématuré.
Le sommet du ridicule est atteint lorsqu'une réunion des grands dignitaires du Parti nationaliste écossais (tous en kilt et béret tam o' shanter), désireux de désamorcer l'impopularité croissante de Gow, est envahie par une foule de ....chiens de toutes races et de tous poils, qui sèment la confusion et le désordre dans le château seigneurial où se tient la conférence, une séquence digne des meilleurs épisodes de comédie slapstick à la Charlie Chaplin.
Suivant l'adage selon lequel « tout ce qui est excessif est insignifiant » l'affaire se dégonflera à l'audience, menée par un juge à perruque aussi pompeux que ridicule, dans la meilleure veine des tribunaux comiques et des Plaideurs de Racine.
Gow reconnaîtra ses torts, avec pour conclusion un happy end où Frank et Victoria, tout juste mariés, prennent la route de la lune de miel à bord de sa voiture de sport.

## Autour du film: Contexte historique et ambiance filmique
Le film est une comédie légère pour publics familiaux, pleine de bons sentiments et couronnée par un happy end et non un film engagé, porteur de thèses politiques, comme en tourneront les cinéastes italiens des années 50 et 60, toutefois il va un peu au-delà du simple divertissement et porte un message subtilement anti-autocratique, en contrepoint de la montée des dictatures (Hitler, Mussolini, Franco et leurs imitateurs de moindre envergure, comme Quisling, dans les années 30).

Le personnage de Gow, petit despote local, est souvent filmé en vêtements noirs et le bras levé, à la façon d'Oswald Mosley, le dirigeant fasciste britannique, sa réunion électorale de modeste envergure est filmée avec une profondeur et un panoramique qui évoquent les immenses meetings hitlériens de l'époque et le château où se tient la réunion des nationalistes écossais s'orne de monumentales statues de musculeux guerriers highlanders qui peuvent évoquer les statues d'Arno Breker, autant d'éléments qui ne sont probablement pas le fait du hasard.

## Fiche technique
- Titre : Tempête dans une tasse de thé
- Titre original : Storm in a Teacup
- Réalisation : Ian Dalrymple et Victor Saville
- Producteur : Victor Saville, Stanley Haynes producteur associé et Alexander Korda producteur exécutif
- Société de production : Victor Saville Productions et London Film Productions
- Société de distribution : United Artists Corporation
- Scénario : James Bridie, Ian Dalrymple et Donald Bull d'après la pièce Sturm im Wasserglas de Bruno Frank
- Photographie : Mutz Greenbaum
- Musique : Frederick Lewis
- Décors : Andrej Andrejew
- Montage : Cyril Randell et Hugh Stewart
- Pays d'origine : Royaume-Uni
- Format : Noir et blanc - 35 mm - 1,37:1 - Son : mono (Western Electric Sound System)
- Genre : Comédie romantique
- Durée : 87 minutes
- Dates de sortie :
  - Royaume-Uni : 12 juin 1937
  - États-Unis :25 février 1938

## Distribution
- Vivien Leigh : Victoria Gow
- Rex Harrison : Frank Burdon
- Cecil Parker : William Gow
- Sara Allgood : Honoria Hegarty
- Ursula Jeans : Lisbet Skirving
- Gus McNaughton : Horace Skirving
- Edgar K. Bruce : McKellar
- Robert Hale : Lord Skerryvore
- Quentin McPhearson : Baillie Callender
- Arthur Wontner : Procureur fiscal
- Eliot Makeham : Shérif
- George Pughe : Menzies
- Arthur Seaton : Sergent de police
- Cecil Mannering : Agent de police
- Ivor Barnard : Watkins